# 博多新劇座
博多新劇座（はかたしんげきざ）は、福岡県福岡市博多区の大衆演劇・劇場である。
大衆演劇の殿堂にふさわしい本格的な設備で、九州を代表する大衆演劇の劇場。
全国の劇団が様々な演目を上演している。

## 概要
- 公演時間

【昼の部】開場11：00 、開演12：00 、終演：15:00
【夜の部】開場17：00 、開演18：00 、終演：21:00
- 座席

【桟敷席】35席
【イス席】165席

## 略歴
- 1998年（平成10年）4月 - 博多新劇座開業。

博多の街に大衆演劇の常設劇場が無かったことをきっかけに、当時劇団座長であった紅あきらが私費を投じ、博多新劇座の運営を始める。
- 2003年（平成15年）7月 - 集中豪雨により御笠川が氾濫。泥水が劇場内へ流れ込み営業を断念。約半月後の8月より営業再開。

- 2006年（平成18年）10月 - イベントスペース博多駅内マイング広場に於いて初の大衆演劇展開催。

座長襲名披露公演の芝居を写真と文章で再現したパネル展示。
各座長や花形の舞踊を様子を収めた写真展示。
博多新劇座で行われた座長大会の映像上映会など。
- 2008年（平成20年）10月- 地元博多のビジネスマンや文化人有志により『博多の街に大衆文化を応援する』を趣旨とした『博多・半畳会』設立。

大衆演劇の認知向上に努める。
- 2014年（平成26年）5月 - 博多駅マイング広場と博多新劇座をオンライン中継で結び、公演の一部を生中継。

劇中で使用する小道具や衣装、カツラなどを各種展示。
- 2015年（平成27年）5月 - 地元博多の紅劇団が公演の合間をぬって博多駅マイング広場でミニショー公演。

第一部11時より。第二部16時より。
- 2016年（平成28年）5月 - 前年度同様にマイング広場でミニショー公演開催。マイング名店街内を練り歩き。

- 2018年（平成30年）6月 - 博多新劇座開業二十周年の功績を称えていただき博多町人文化連盟より、第四十四回博多町人文化勲章を劇場主である紅あきらが授与。

- 2019年（令和元年）5月 - 博多どんたく港まつりに大衆演劇より都若丸劇団が初参加。

## 所在地
- 住所：〒812-0043 福岡県福岡市博多区堅粕2丁目3−10

## アクセス
- 西日本旅客鉄道（JR西日本）・九州旅客鉄道（JR九州）博多駅または福岡市地下鉄空港線祇園駅より、徒歩6分。